# Börnsen
Bornsen é um município da Alemanha localizado no distrito de Lauenburg, estado de Schleswig-Holstein.
Pertence ao Amt de Hohe Elbgeest.